# Wilhelm Mayrhofer
Wilhelm Mayrhofer (* 16. Juni 1923 in Luftenberg an der Donau; † 27. Mai 1996) war ein österreichischer Bahnangestellter und Politiker (SPÖ). Von 1966 bis 1983 war er Abgeordneter zum Oberösterreichischen Landtag.

## Leben und politisches Wirken
Wilhelm Mayrhofer besuchte zunächst die Volksschule, anschließend machte er eine Lehre zum Schmied und wurde bei der Deutschen Reichsbahn angestellt. 1941 wurde er zur Wehrmacht eingezogen und geriet in sowjetische Kriegsgefangenschaft, aus der er 1946 zurückkehrte. Anschließend wurde Mayerhofer bei der ÖBB angestellt.
1946 trat Mayrhofer der SPÖ bei und wurde 1949 Ortsparteiobmann von Luftenberg; Von 1954 bis 1987 war dort  Bürgermeister. Von 1963 bis 1980 war er zudem Bezirksparteiobmann der SPÖ Perg sowie Mitglied des Landesparteivorstandes. 1966 wurde er in den Oberösterreichischen Landtag gewählt, aus dem er 1983 ausschied.
Mayhofer war seit 1947 verheiratet und hatte eine Tochter.

## Auszeichnungen
1966 wurde Mayrhofer das Goldene Ehrenzeichen für Verdienste um die Republik Österreich verliehen, 1984 folgte das Große Silberne Ehrenzeichen für Verdienste um die Republik Österreich. Daneben war er Träger der Victor-Adler-Plakette der SPÖ sowie Ehrenbürger der Gemeinde Luftenberg.